# Crataegus flava
Crataegus flava là loài thực vật có hoa trong họ Hoa hồng.